# 내 친구 코리리
《내 친구 코리리》(영어: My Friend KORIRI)는 초이락컨텐츠팩토리에서 만든 대한민국의 애니메이션이다. SBS에서 2018년 7월 7일부터 2019년 1월 5일까지 매주 토요일 오전 7시 10분에 방영했다.

## 등장인물

### 사람
- 다래
- 아버지
- 어머니
- 머루

### 코리리와 공룡들
- 코리리
- 티라노
- 트리케라
- 브라키오
- 파키케팔로
- 프테라

### 기타
- 스와니

## 방영 목록
| 회수       | 제목               | 방영 일자        |
| ---------- | ------------------ | ---------------- |
| 1화        | 내 친구 코리리     | 2018년 7월 7일   |
| 2화        | 엄마 사랑해요!     | 2018년 7월 14일  |
| 3화        | 우리 아빠는!       | 2018년 7월 21일  |
| 4화        | 유치원이 좋아요!   | 2018년 7월 28일  |
| 5화        | 트리, 미안해!      | 2018년 8월 4일   |
| 6화        | 물고기를 관찰해요! | 2018년 8월 11일  |
| 7화        | 내일의 날씨는?!    | 2018년 8월 18일  |
| 8화        | 꼭꼭 숨어라!       | 2018년 8월 25일  |
| 9화        | 쿠키를 부탁해      | 2018년 9월 1일   |
| 10화       | 밤나비의 비밀      | 2018년 9월 8일   |
| 11화       | 엉덩이가 가려워요  | 2018년 9월 15일  |
| 12화       | 울어도 괜찮아      | 2018년 9월 22일  |
| 13화       | 소원을 이루는 방법 | 2018년 9월 29일  |
| 14화       | 바지가 줄었어요    | 2018년 10월 13일 |
| 15화       | 티라노는 청개구리  | 2018년 10월 20일 |
| 16화       | 눈을 기다려요      | 2018년 10월 27일 |
| 17화       | 헬로! 영웅         | 2018년 11월 3일  |
| 18화       | 날고 싶어요        | 2018년 11월 10일 |
| 19화       | 새 친구 스와니     | 2018년 11월 17일 |
| 20화       | 누가 그랬을까?     | 2018년 11월 24일 |
| 21화       | 물건을 고쳐요      | 2018년 12월 1일  |
| 22화       | 하늘 높이 날아라   | 2018년 12월 8일  |
| 23화       | 화해하고 싶어요    | 2018년 12월 15일 |
| 24화       | 우리 함께 배워보자 | 2018년 12월 22일 |
| 25화       | 내 동생 카멜레온   | 2018년 12월 29일 |
| 최종화(26) | 혼자서도 잘해요    | 2019년 1월 5일   |

## 목소리 출연
- 김연우:  다래
- 강시현: 코리리
- 정선혜: 티라노
- 박리나: 트리케라
- 김영은: 파키케팔로
- 정유정: 프테라
- 김율: 엄마, 브라키오
- 한신: 아빠
- 이재현: 머루
- 김가령
- 손수호

## 같이 보기
- 공룡메카드
- 헬로 카봇